# آکوا بلو اسپورت

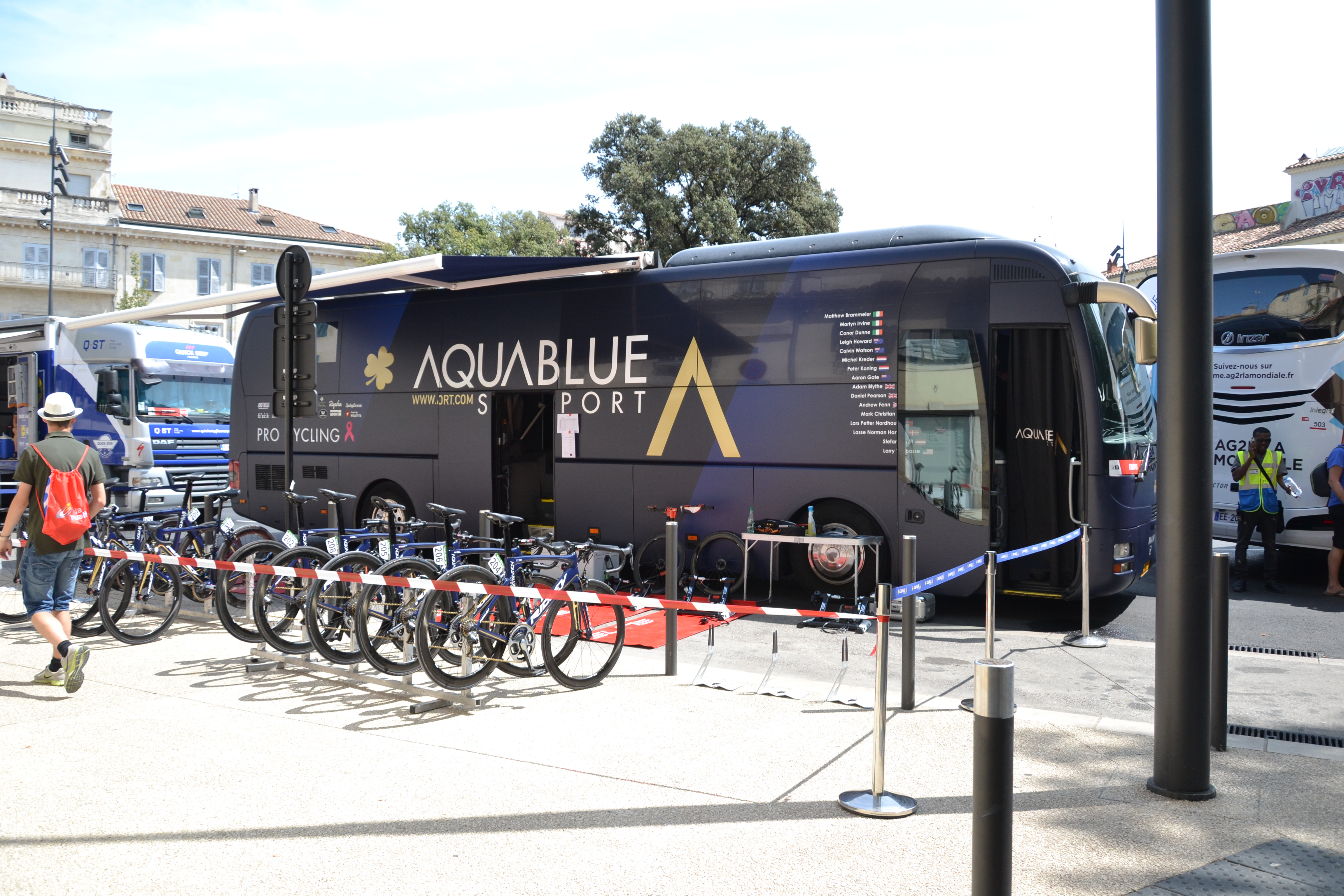
نمایی از اتوبوس تیم آکوا بلو اسپورت - ۲۰۱۷

آکوا بلو اسپورت (انگلیسی: Aqua Blue Sport) یک تیم دوچرخه‌سواری در کشور ایرلند است.
این تیم که در سال ۲۰۱۷ تأسیس شده در تورهای قاره‌ای دوچرخه‌سواری شرکت می‌کند.